# Lee Jong Wook
Lee Jong-wook (coreano: 이종욱, Seúl, Corea del Sur; 12 de abril de 1945-Ginebra, Suiza; 22 de mayo de 2006) fue un médico surcoreano, director general de la Organización Mundial de la Salud (OMS) desde el 12 de julio de 2003 hasta su muerte.

## Biografía
Lee se licenció en medicina en la  Universidad Nacional de Seúl y obtuvo una maestría en salud pública por la Universidad de Hawái. Funcionario de la OMS durante los últimos veinte años de su vida, el doctor Lee desempeñó diversas tareas administrativas y de gestión en la organización. Dirigió el Programa Mundial de Vacunas e Inmunización de la OMS, orientado a promover las vacunaciones de niños. Fue también asesor superior sobre políticas de la OMS y, a partir de 2000, fue director de la alianza "Alto a la Tuberculosis", organizada por la OMS para frenar la expansión de esta enfermedad.
Su nombre fue propuesto para el cargo de director general por el Consejo Ejecutivo de la OMS el 28 de enero de 2003, siendo elegido por los Estados miembros el 21 de mayo de ese mismo año.
Según la biografía oficial de la OMS, el doctor Lee estaba casado y tenía un hijo. Hablaba coreano, inglés y japonés y leía francés y chino. El 22 de mayo de 2006 falleció en el Hospital Cantonal de Ginebra tras ser sometido a una intervención quirúrgica por un infarto cerebral.
El anuncio de su muerte fue hecho en Ginebra por la ministra española de sanidad Elena Salgado, que presidía la asamblea anual de la organización.